# Kunstgeschichte

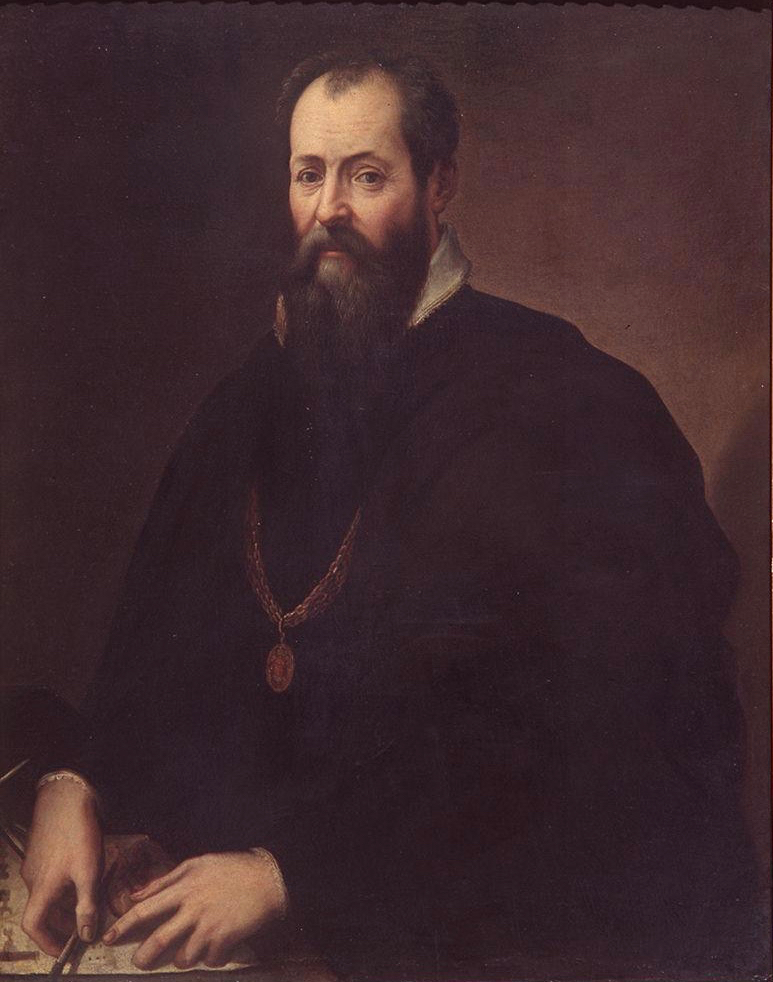
Porträt von Giorgio Vasari, 1571–74, Uffizien, Florenz

Die Kunstgeschichte oder Kunstwissenschaft, veraltet auch Kunsthistorik, ist eine geisteswissenschaftliche Disziplin, die Architektur, Bildkünste und -medien sowie kunsthandwerkliche Objekte einschließlich ihrer Theorien und Praktiken vom Mittelalter bis in die Gegenwart untersucht. Das Spektrum des kunsthistorischen bzw. kunstwissenschaftlichen Arbeitens reicht von formalen und ikonographischen, stilistischen und materiellen Analysen über entwurfstheoretische, kunstpraktische und rezeptionsästhetische Untersuchungen bis hin zu sozialen, politischen und gesellschaftlichen Interpretationen von Kunst und Architektur in ihren lokalen, regionalen und globalen Zusammenhängen.

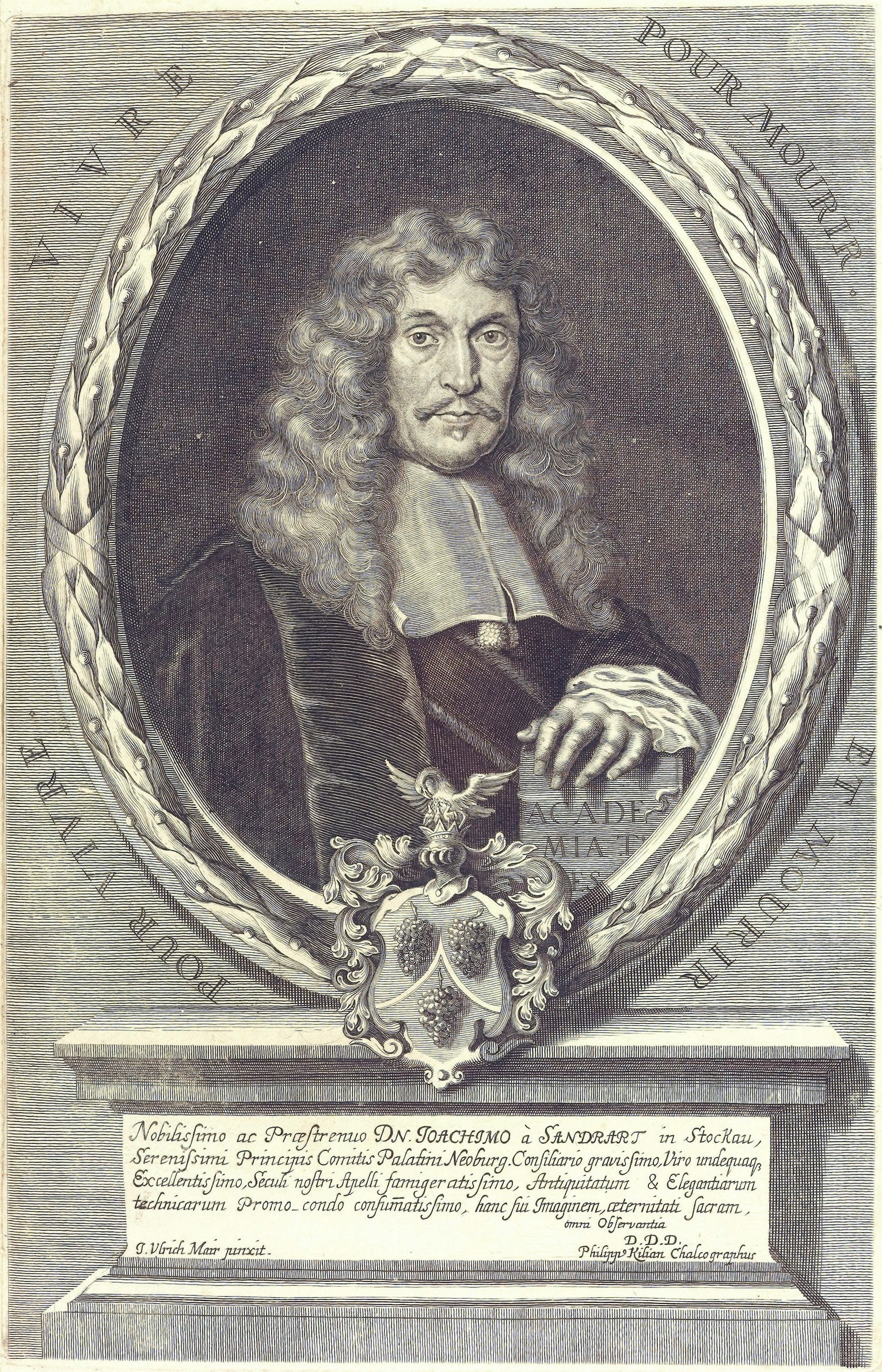
Joachim von Sandrart, 1675

## Gegenstände und Ziele
Die Geschichte der Bildenden Kunst vollzieht sich durch die Veränderung der gesellschaftlichen Funktion und Stellung der Kunst, der theoretischen Auffassung über sie sowie durch die Entwicklung der Kunstformen und Stilrichtungen. Ziel des Faches Kunstgeschichte ist es, die künstlerischen Objekte nach ihren Inhalten zu befragen (Ikonographie), ihre formale Gestaltung zu bestimmen, die Werke in Raum und Zeit einzuordnen und ihrer Rezeption nachzugehen; dabei werden einerseits stilistische Zusammenhänge besprochen, andererseits wird versucht, den historischen Kontext als Voraussetzung eines Kunstwerks zu verstehen oder ihn zum Verständnis des Werks miteinzubeziehen.
Im Gegensatz zur Kunstkritik wählt sich die Kunstgeschichte in der Regel historische Gegenstände oder versucht zumindest sich zeitgenössischen Themen mit einer wissenschaftlich abgesicherten, methodisch definierten Herangehensweise zu nähern. Dabei wird anerkannt, dass (wissenschaftliche) Rezeption und Interpretation selbst zeitgebundene Handlungen sind.

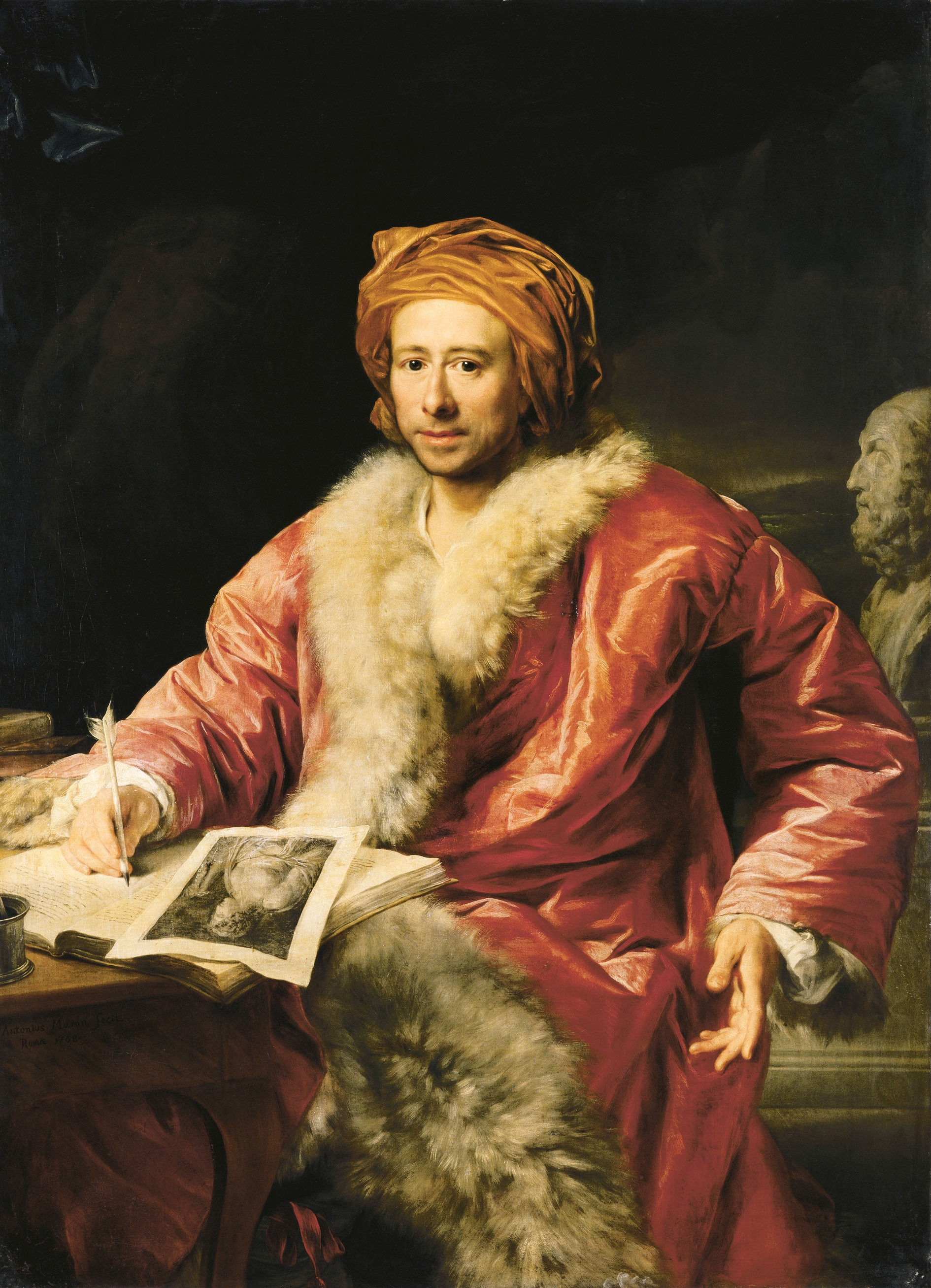
Johann Joachim Winckelmann, Porträt von Anton von Maron, 1768

Die klassischen Untersuchungsobjekte der Kunstgeschichte sind europäische und vorderasiatische Werke der Malerei und Grafik, Bildhauerei und Baukunst in der Zeit vom frühen Mittelalter bis zur Gegenwart. Die Architekturgeschichte ist zentraler Bestandteil der Kunstgeschichte. Seit ungefähr der zweiten Hälfte des 19. Jahrhunderts werden zudem Gegenstände aus den Kirchenschätzen, die sog. Kleinkunst, analysiert. Die Vor- und Frühgeschichte behandelt (auch) die künstlerische Entwicklung vor dem Auftauchen der Schrift. Die Archäologie und die Ägyptologie behandeln (auch) die künstlerische Entwicklung der frühen Hochkulturen des Mittelmeerraumes. Die Kunstgeschichte widmet sich der Erforschung der historischen Entwicklung der europäischen Kunst ab dem Zeitpunkt, an dem das Christentum im 4. Jahrhundert im Römischen Reich Staatsreligion wird. In der Gegenwart erweitert sich das untersuchte Gebiet auf die kulturellen Einflusszonen der sogenannten westlichen Hemisphäre, also etwa auch Amerika oder die zeitgenössischen Künstler weltweit, die am Kunstmarkt teilnehmen.
Die Kunst nichteuropäischer Kulturen und Länder wird außerhalb dieser Länder in den jeweiligen Landeskunden (Sinologie, Arabistik, Afrikanistik etc.) miterforscht oder in übergreifenden Disziplinen wie der Ethnologie. Die Kunstgeschichte öffnete sich seit der ersten Hälfte des 20. Jahrhunderts (siehe Carl Einstein, Leo Frobenius) auch anderen Kulturkreisen, etwa der Afrikanischen oder Asiatischen Kunstgeschichte. Darüber hinaus werden neue Darstellungsformen wie Fotografie, Medienkunst und Gattungen, Kunstgewerbe, Design untersucht. Jüngste Entwicklungen sehen in der Kunstgeschichte auch eine Bildwissenschaft, die – unabhängig vom Kunstcharakter eines Bildes – Funktionen und Entwicklungen analysiert (vgl. z. B. auch Game Studies).

## Geschichte der Kunstwissenschaft

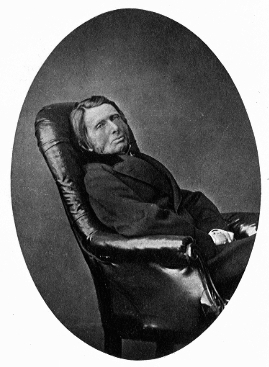
John Ruskin, fotografiert 1874 von Lewis Carroll

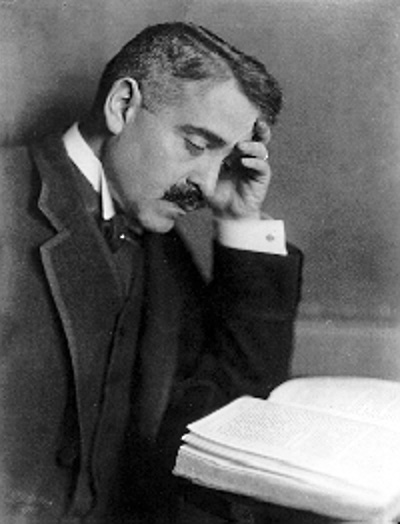
Aby Warburg um 1900

Die Begriffe Kunstgeschichte oder Kunstwissenschaft entstanden im 19. Jahrhundert und gehen auf Johann Joachim Winckelmann (1717–1768) zurück, der in seinen Werken zur Kunst der Antike erstmals genauere stilgeschichtliche Untersuchungen unternommen hat. Als erster deutscher Kunsthistoriker, der auch gemalt hat, kann wohl Joachim von Sandrart genannt werden, der in seinem 1679 erschienenen theoretischen Hauptwerk über die Teutsche Academie der Edlen Bau- Bild und Mahlerey-Künste erstmals über deutsche Künstler und Kunststile geschrieben hat. Im ausgehenden 18. Jahrhundert legte Johann Dominik Fiorillo an der Universität Göttingen die Grundlagen für die Kunstgeschichte als akademisches Fach. Die zweite Anregung brachte die Kunsttheorie, allen voran Friedrich Wilhelm Joseph Schelling und Johann Gottfried Herder sowie die Romantik.
Grundlagen für die Kunstwissenschaft legten Carl Friedrich von Rumohr und Gustav Friedrich Waagen. Als Fachwissenschaft begründet wurde sie zum einen von Historikern wie Jacob Burckhardt, Herman Grimm und Carl Justi, die die Kunst in den allgemeinen Rahmen der Kulturgeschichte einbezogen. Zum zweiten durch die beginnende antiquarische Sichtung und Ordnung der überlieferten Kunstwerke, die eng mit dem Kunstsammeln verbunden war. Aus ihr entstanden die positivistische und kennerschaftliche Kunstgeschichte (Giovanni Morelli, Gottfried Semper). Eine dritte Wurzel der Kunstgeschichte kam aus der Philosophie und Ästhetik, vertreten durch Heinrich Gustav Hotho, Karl Schnaase; auch viele spätere Kunsthistoriker studierten Kunstgeschichte und Philosophie (Heinrich Wölfflin).

### Kunstbetrachtung in der Antike
Von einer eigenständigen Disziplin Kunstgeschichte lässt sich erst seit dem 19. Jahrhundert sprechen. Bei vorhergehenden Schriften handelte es sich meist um Kunstbetrachtung und biographische Beschreibungen. Die Entwicklung dorthin bereiteten Traktate verfassende und schriftstellernde Künstler, Kunstschriftsteller, Philosophen und Kunstkritiker vor. Bereits in der Antike entstehen Texte über Kunst, die allerdings wie bei Lukian von Samosata Kunstwerke in synästhetischer Form von Ekphrasen beschreiben, oder wie bei Plinius dem Ältern Kunstgeschichte als Teil eines allgemeinen Gesamtwerkes (in seinem Fall der Naturalis historia (Geschichte der Natur)) abhandeln.
In ähnlicher Weise als Teil eines größeren Werkes über ein anderes Thema (Architektur) beschäftigte sich Vitruv in seinen zwischen 33 und 22 v. Chr. entstandenen 10 Büchern über die Architektur mit der Kunst, in denen er zum Schluss kommt, dass die Architektur ein Primat über die Gattungen der bildenden Kunst habe.
Während das Werk zu seiner Zeit und in den folgenden Jahrhunderten wenig Aufsehen erregte, änderte sich das in der Renaissance, in denen Vitruvs Theorien bedeutende Künstler wie Albrecht Dürer und Leonardo Da Vinci zu Skizzen inspirierten. Dessen Illustration „Der vitruvianische Mensch“ gilt als eines der bekanntesten Werke der Kunst und begründete Vitruvs späten Ruhm.

### Kunstbetrachtung in der Renaissance
Diese Praxis wird erst wieder in der Renaissance von einem Autor aufgegriffen, der mit Leonardo da Vinci eine außerordentliche Breite des wissenschaftlichen und künstlerischen Betätigungsfeldes gemein hatte: Giorgio Vasari. Der 1511 geborene († 1574) Architekt, Hofmaler der Medici und gleichzeitig als Biograf zeitgenössischer florentinischer Künstler tätige Schriftsteller war einer der ersten systematisch vorgehenden Kunsthistoriker. Die Kreativität seiner anderen Berufe bewies er auch als Autor: Mit der „Gotik“, die er als Anhänger der antiken Kunst als barbarisch (ital.: gotico) empfand und der „Renaissance“ erfand er Schlüsselbegriffe, die bis heute die Kunstgeschichte prägen. Sein Werk Le Vite de’ più eccellenti Architetti, Pittori et Scultori italiani, da Cimabue insino a’ tempi nostri (Die Lebensbeschreibungen der hervorragendsten italienischen Architekten, Maler und Bildhauer, von Cimabue bis in unsere Zeit) erschien 1550. Eine zweite, stark veränderte Auflage mit weiteren Künstlerbeschreibungen von Leon Battista Alberti, Albrecht Dürer, Andrea Palladio u. a. erschien im Jahre 1568. In diesen Auflagen wurden erstmals die wichtigsten Künstler einer Epoche in einem Werk zusammengefasst, – zum Teil vergleichend – beschrieben und in ihrer Bedeutung eingeordnet.
Im 1604 erschienenen Werk Schilder-Boeck führte der Holländer Karel van Mander diese Tradition weiter. Auch van Mander war von Haus aus Maler und Lehrer so bekannter Künstler wie Frans Hals, bevor er sich als Verfasser kunsthistorischer Schriften betätigte. Sein dreiteiliges „Maler-Buch“ war die erste nördlich der Alpen erschienene kunsttheoretische Schrift und befasste sich im ersten Teil mit den Grundlagen der Kunst, im zweiten mit Biographien verschiedener antiker Maler und bekannter italienischer Maler und im dritten mit in der niederländischen Malerei verwandten mythologischen Textquellen.

### Kunstbetrachtung in der Neuzeit (ab 1700)
1755 veröffentlichte Johann Joachim Winckelmann, der später als erster Ausländer die Oberaufsicht über die Antiken in Rom haben sollte, in Dresden seine erste Schrift: Gedanken über die Nachahmung der Griechischen Werke in der Malerei und Bildhauer-Kunst, der er in späteren Neuauflagen weitere Texte beigab. Darin sind bereits die neuen, folgenschweren Gedanken enthalten, die er in seinem 1764 erschienenen Hauptwerk, Die Geschichte der Kunst des Altertums in 2 Bänden, ausführlich darlegte. Winckelmann beschreibt darin nicht nur den chronologischen Ablauf einer Kunstgeschichte der Antike, sondern ein System der griechischen Kunst. Er entwickelt Kriterien einer Ästhetik des Schönen und identifiziert einen klassischen Stil, den er zum Maßstab seiner Beurteilung erhebt. Zwar steht diese Suche nach dem Schönen noch im Mittelpunkt, doch der Versuch einer Stilgeschichte gibt dem Idealen, der edlen Einfalt und stillen Größe einen ersten Kontext. Winckelmann stand im Austausch mit zeitgenössischen Künstlern (Anton Raphael Mengs) und stellte ständig Bezüge von der künstlerischen Vergangenheit in die damalige Gegenwart her. Zum „ersten Kunsthistoriker“ macht ihn unter anderem, dass er als Archäologe und Grabungsleiter von der materiellen Kenntnis seiner Forschungsobjekte ausging; dass er präzise Beschreibungen als Erkenntnismethode verwandte; dass er sich für die Systematisierung seiner Forschungsgegenstände interessierte.

### Die Entstehung der Kunstgeschichte als Wissenschaft
In Göttingen wurde 1799 die erste Professur für Kunstgeschichte eingerichtet. Der Zeichenlehrer Johann Dominik Fiorillo betreute die Kunstsammlung und unterrichtete die ersten Studenten.
Die Entwicklung der wissenschaftlichen Disziplin Kunstgeschichte hat durch den Diskurs über exemplarische Fallbeispiele des Fachs im 19. Jahrhundert immer wieder Fortschritte gemacht. Eine besondere Rolle spielten dabei u. a. die Laokoon-Gruppe oder der Dresdner Holbeinstreit. Der Basler Historiker Jacob Burckhardt (1818–1897) widmete sich erstmals der Betrachtung einer ganzen Kulturlandschaft unter dem Aspekt ihrer künstlerischen Produktion zu Zeiten einer bestimmten Epoche. Von grundlegender Bedeutung für die universitäre Kunstgeschichte war zu diesem Zeitpunkt die Stilgeschichte, also die stilistische Analyse von Kunstwerken, die Frage nach dem künstlerischen Wie, zu der als weitere Erkenntnismittel die historische und hilfswissenschaftliche Erforschung eines Kunstwerks – also die Frage nach dem Was – kam. Später sollte sich dieses Verhältnis umkehren.
Wie kaum eine andere Wissenschaft wurde die Kunstgeschichte bis zur Machtergreifung 1933 von deutschen Gelehrten und der Lehre an deutschen Universitäten geprägt. Wichtige deutschsprachige Schulen der Kunstgeschichte vor dem Zweiten Weltkrieg waren:

#### Die Berliner Schule
Mit Karl Friedrich von Rumohr, Franz Theodor Kugler, Gustav Friedrich Waagen, Heinrich Gustav Hotho, Heinrich Wölfflin und Carl Schnaase.

#### Die Wiener Schule oder die Dokumentenkunde
Zur Wiener Schule gehören ihre Vertreter Franz Wickhoff, Alois Riegl, Julius von Schlosser, Moritz Thausing, Rudolf Eitelberger, Max Dvořák, Otto Pächt und Hans Sedlmayr. Fritz Saxl, Ernst Kris, Ernst Gombrich. Sie wurden alle in Wien ausgebildet. Max Dvořák prägte den Begriff der Kunstgeschichte als Geistesgeschichte, Alois Riegl forschte über das Kunstwollen und prägte den Begriff der spätrömischen Kunstindustrie.

#### Die Münchner Schule oder der Formalismus
Mit Heinrich Wölfflin, Hans Jantzen, Wilhelm Pinder.
Wölfflin prägte in der ersten Hälfte des 20. Jahrhunderts die Kunstgeschichte durch seinen formalistischen Stilbegriff.

#### Die Hamburger Schule und die Ikonografie
Aby Warburg wandelte seine Privatbibliothek in Hamburg ab 1918 in eine öffentliche wissenschaftliche Bibliothek zur Erforschung des Nachlebens der Antike in der Neuzeit unter der Leitung von Fritz Saxl und Gertrud Bing um, die Kulturwissenschaftliche Bibliothek Warburg. Erwin Panofsky und Edgar Wind studierten zu dieser Zeit bei Ernst Cassirer, der die Bibliothek ausgiebig für seine Erforschung der symbolischen Formen nutzte und somit seine Studenten in die Arbeit der Bibliothek einbrachte. Nach Warburgs Tod 1929 kamen noch Ernst Gombrich und William Heckscher dazu. Panofsky wurde später zum Begründer der nichtchristlichen Ikonologie.

### Kunstgeschichte während des Nationalsozialismus
Auf Grund des Gesetzes zur Wiederherstellung des Berufsbeamtentums verloren viele jüdische Kunsthistoriker nach 1933 ihre Lehrberechtigung und wurden zur Emigration gezwungen. Zu den bekanntesten gehörten Erwin Panofsky (Princeton University), Walter Friedlaender (New York University), Julius Held (Barnard College und Columbia University), Ernst Gombrich (Warburg Institute), Ernst Kris (New School for Social Research), Nikolaus Pevsner und Ernst Cohn-Wiener. Ihre Stellen wurden von dem neuen nationalsozialistischen System gegenüber loyalen Kunsthistorikern besetzt, wie Wilhelm Pinder (München, Berlin), Hans Sedlmayr (Wien) und Percy Ernst Schramm (Göttingen).
Durch die Vertreibung durch die Nationalsozialisten entstanden im Ausland wichtige Zentren der kunsthistorischen Forschung, so in Großbritannien das Warburg Institute, das Courtauld Institute und in Oxford, in den USA in Princeton, Berkeley, Stanford und an der Columbia University.

### Kunstgeschichte in nicht-deutschsprachigen Ländern
Die wichtigsten Vertreter des Faches waren in:
- Italien: Giovanni Morelli, Benedetto Croce (auch Philosophie) und Luca Beltrami.
- Frankreich: Denis Diderot – Quatremère de Quincy – Émile Mâle – André Chastel – Élie Faure
- England: John Ruskin

## Kunstgeschichte und Kunstwissenschaft heute
Heute wird das Fach Kunstgeschichte weniger von Schulen, denn von herausragenden Persönlichkeiten und bestimmten Forschungsschwerpunkten geprägt. Eine genaue Abgrenzung der beiden Begriffe lässt sich schwer ziehen, letztere bezieht aber generell Nachbardisziplinen aus der Psychologie, Soziologie oder Kulturgeschichte u. a., die sich mit Kunst auseinandersetzen, mit ein.

### Zentrale Positionen
Die wichtigsten Forschungsfelder der jüngeren Kunstgeschichte werden von einigen Kunsthistorikern nicht mehr in der Bestandssicherung, der Datierung und Zuordnung einzelner Kunstwerke, sondern in der Untersuchung von Funktionen, Strukturen und soziologischer Bedeutung von Kunstwerken und Kunst im Allgemeinen gesehen. Diese Kunsthistoriker greifen damit die Entwicklungen anderer geisteswissenschaftlicher Disziplinen auf. Doch auch die Bauforschung bleibt wichtig, und daran angeschlossen eine Vorgehensweise der Kunstgeschichte, die sich auf Objekte bezieht. Denn selbst Arbeiten mit einem Schwerpunkt auf der Theorie sind nur dann glaubwürdig, wenn sie auf konkreten, nachweisbaren Befunden fußen. Dies ist aber nicht immer der Fall.
- Rezeptionsästhetik: Wolfgang Kemp
- Kunst im Kontext: Hans Belting – Werner Busch – Michael Baxandall – Svetlana Alpers
- Feministische Kunstgeschichte: Ellen Spickernagel – Sigrid Schade – Linda Nochlin – Lucy R. Lippard
- Kunstsoziologie: Martin Warnke – Klaus Herding – John Berger – Timothy J. Clark – Jutta Held – Peter Burke
- Kunstgeschichte als Bildwissenschaft: Horst Bredekamp – Gottfried Boehm – Hans Belting – Oliver Grau
- Materialikonographie / Materialikonologie: Günter Bandmann – Monika Wagner
- Architekturgeschichte: Hanno-Walter Kruft – Nikolaus Pevsner – Günther Binding – Andreas Tönnesmann – Heinrich Klotz

### Wichtige Forschungseinrichtungen
Deutsche Einrichtungen
- Zentralinstitut für Kunstgeschichte, München
- Kunsthistorisches Institut in Florenz (Max-Planck-Institut)
- Bibliotheca Hertziana, Rom (Max-Planck-Institut für Kunstgeschichte)
- Deutsches Forum für Kunstgeschichte, Paris
- Das Technische Bild, am Hermann von Helmholtz-Zentrum für Kulturtechnik (HZK) der Humboldt-Universität zu Berlin
- Deutsches Dokumentationszentrum für Kunstgeschichte – Bildarchiv Foto Marburg an der Philipps-Universität Marburg

Britische Einrichtungen
- Courtauld Institute of Art, London

US-amerikanische Einrichtungen
- Getty Center, Los Angeles

Französische Einrichtungen
- Institut National de l’Histoire de l’Art, Paris

### Universitätsinstitute und Professuren

#### Deutschland
- Aachen: Lehrstuhl und Institut für Kunstgeschichte an der RWTH Aachen
- Bamberg: Lehrstühle für Kunstgeschichte an der Otto-Friedrich-Universität Bamberg
- Berlin: Kunsthistorisches Institut am Fachbereich Geschichts- und Kulturwissenschaften der Freien Universität Berlin
- Berlin: Institut für Kunst- und Bildgeschichte der Humboldt-Universität zu Berlin
- Berlin: Institut für Kunstwissenschaft und Historische Urbanistik der Technischen Universität Berlin
- Bielefeld: Arbeitsbereich Historische Bildwissenschaft/Kunstgeschichte der Universität Bielefeld
- Bochum: Kunstgeschichtliches Institut der Ruhr-Universität Bochum
- Bonn: Kunsthistorisches Institut der Rheinischen Friedrich-Wilhelms-Universität Bonn
- Braunschweig: Institut für Kunstwissenschaft Hochschule für Bildende Künste Braunschweig
- Darmstadt: Fachgebiet Kunstgeschichte an der Fakultät für Architektur. Technische Universität Darmstadt
- Dortmund: Seminar für Kunst und Kunstwissenschaft am Institut für Kunst und Materielle Kultur der Technischen Universität Dortmund
- Dresden: Fachgebiet Kunstgeschichte des Instituts für Kunst- und Musikwissenschaft der Technischen Universität Dresden
- Dresden: Allgemeine Kunstgeschichte mit dem Schwerpunkt Vormoderne und Kunstgeschichte mit dem Schwerpunkt auf moderne und zeitgenössische Kunst der Hochschule für Bildende Künste
- Düsseldorf: Heinrich-Heine-Universität DüsseldorfHochschule für Bildende Künste: Institut für Kunstgeschichte
- Staatliche Kunstakademie Düsseldorf: Fachbereich Kunstwissenschaft
- Essen: Universität Duisburg-Essen: Institut für Kunst und Kunstwissenschaft
- Eichstätt: Lehrstuhl für Kunstgeschichte an der Katholischen Universität Eichstätt-Ingolstadt
- Erlangen-Nürnberg: Institut für Kunstgeschichte an der Friedrich-Alexander-Universität Erlangen-Nürnberg
- Frankfurt am Main: Kunstgeschichtliches Institut der Johann Wolfgang Goethe-Universität Frankfurt am Main
- Freiburg im Breisgau: Kunsthistorisches Institut der Albert-Ludwigs-Universität Freiburg
- Gießen: Institut für Kunstgeschichte der Justus-Liebig-Universität Gießen
- Göttingen: Kunstgeschichtliches Seminar der Georg-August-Universität Göttingen
- Halle (Saale): Institut für Kunstgeschichte und Archäologien Europas der Martin-Luther-Universität Halle-Wittenberg
- Halle (Saale): Fachbereich Kunst, Kunstwissenschaften der Burg Giebichenstein Kunsthochschule Halle
- Hansestadt Greifswald: Kunsthistorisches Institut der Universität Greifswald
- Hamburg: Kunsthistorisches Seminar Universität Hamburg
- Heidelberg: Institut für Europäische Kunstgeschichte der Ruprecht-Karls-Universität Heidelberg
- Jena: Kunsthistorisches Seminar der Friedrich-Schiller-Universität Jena
- Karlsruhe: Institut Kunst- und Baugeschichte des KIT (ehemals Universität Karlsruhe), Institut Kunstwissenschaft und Medientheorie der HFG Karlsruhe
- Kassel: Studiengang Kunstwissenschaft der Kunsthochschule Kassel
- Kiel: Kunsthistorisches Institut der Christian-Albrechts-Universität zu Kiel
- Köln: Kunsthistorisches Institut der Universität zu Köln
- Leipzig: Professur am Institut für Theorie an der Hochschule für Grafik und Buchkunst
- Leipzig: Institut für Kunstgeschichte der Universität Leipzig
- Mainz: Institut für Kunstgeschichte der Johannes Gutenberg-Universität Mainz
- Marburg: Kunstgeschichtliches Institut mit dem Bildarchiv Foto Marburg am Fachbereich Germanistik und Kunstwissenschaften der Philipps-Universität Marburg
- München: Institut für Kunstgeschichte im Fachbereich Geschichts- und Kunstwissenschaften an der Ludwig-Maximilians-Universität München
- Münster: Institut für Kunstgeschichte (Westfälische Wilhelms-Universität Münster)
- Münster: Kunstakademie Münster (mit Professur für Kunstwissenschaft – Lehrstuhl für Kunst und Öffentlichkeit)
- Oldenburg: Institut für Kunst und Visuelle Kultur an der Carl von Ossietzky Universität Oldenburg
- Osnabrück: Kunsthistorisches Institut im Fachbereich Kultur- und Geowissenschaften der Universität Osnabrück
- Paderborn: Lehrstuhl für Materielles und Immaterielles Kulturerbe an der Universität Paderborn
- Regensburg: Institut für Kunstgeschichte der Universität Regensburg
- Saarbrücken: Institut für Kunstgeschichte der Universität des Saarlandes
- Siegen, Kernfach Kunstgeschichte
- Stuttgart: Institut für Kunstgeschichte der Universität Stuttgart
- Trier: Institut für Kunstgeschichte der Universität Trier
- Tübingen: Kunsthistorisches Institut der Eberhard Karls Universität Tübingen
- Würzburg: Institut für Kunstgeschichte der Julius-Maximilians-Universität Würzburg

#### Österreich
- Graz: Institut für Kunstgeschichte der Universität Graz
- Innsbruck: Institut für Kunstgeschichte der Universität Innsbruck
- Krems an der Donau: Department für Bildwissenschaften der Donau-Universität im Stift Göttweig
- Linz: Fachbereich Kunstwissenschaft der Katholischen Privat-Universität Linz
- Salzburg: Studienrichtung Kunstgeschichte der Universität Salzburg
- Wien: Institut für Kunstgeschichte der Universität Wien

#### Schweiz
- Basel: Kunsthistorisches Seminar der Universität Basel
- Bern: Institut für Kunstgeschichte der Universität Bern
- Freiburg: Institut für Kunstgeschichte der Universität Freiburg
- Zürich: Kunsthistorisches Institut der Universität Zürich

### Fachverbände
Die folgenden Fachverbände vertreten die Interessen von Kunsthistorikern:
Deutschland
- Deutscher Verband für Kunstgeschichte
- Ulmer Verein – Verband für Kunst- und Kulturwissenschaften

ÖsterreichVerband Österreichischer Kunsthistorikerinnen und Kunsthistoriker
SchweizVereinigung der Kunsthistorikerinnen und Kunsthistoriker in der Schweiz

## Zeitschriften und Periodika
- Jahrbuch des Zentralinstituts für Kunstgeschichte
- Journal für Kunstgeschichte
- Kunstchronik
- Kunsthistorische Arbeitsblätter (KAb), erscheinen monatlich (wenden sich an den großen Kreis kunstgeschichtlich interessierter Leser, insbesondere an die Studenten der Kunstgeschichte und an Kunstpädagogen. Die Beiträge der einzelnen Hefte bieten Fakten, Analysen, Interpretationen sowie Informationen. Quellentexte und eine Studienkartei runden das Bild ab.)
- Kunsthistorisches Jahrbuch für Bildkritik, hrsg. von Horst Bredekamp, Matthias Bruhn und Gabriele Werner, Akademie Verlag Berlin, Band 1,1 erschien 2003
- Minerva. Jenaer Schriften zur Kunstgeschichte, hrsg. von Franz-Joachim Verspohl, Band 1 erschien 1995, Verlag der Buchhandlung Walther König, Köln
- kritische berichte
- Marburger Jahrbuch für Kunstwissenschaft
- Zeitschrift für Kunstgeschichte